# Xymene mortenseni
Xymene mortenseni is een slakkensoort uit de familie van de Muricidae. De wetenschappelijke naam van de soort is voor het eerst geldig gepubliceerd in 1924 door Odhner.